# Robert Chodat

Robert Hippolyte Chodat, né le 6 avril 1865 à Moutier-Grandval et mort le 28 avril 1934 à Pinchat (commune de Carouge GE), est un botaniste suisse.
Il remporte la médaille linnéenne en 1933.

## Éléments biographiques
Chodat fut professeur de botanique et directeur de l'institut botanique de l'Université de Genève.
Il réalisa un voyage d'exploration botanique au Paraguay (Région Orientale) en compagnie de Emil Hassler (1914).
Spécialiste des Polygalaceae, il est aussi connu pour ses travaux en phycologie.
Sa bibliothèque scientifique (2 000 volumes environ) a été donnée en 1974 aux Conservatoire et jardin botaniques de la Ville de Genève.
Père de Fernand François Louis Chodat (1900-1974), professeur de botanique à l'Université de Genève.

## Œuvres
- 1889 : Diatomées fossiles du Japon : Espèces marines & nouvelles des calcaires argileux de Sendaï & de Yedo (avec Jacques & T. Tempère)
- 1891-1893 : Monographia Polygalacearum
- 1898-1907 : Plantae Hasslerianae (avec Emil Hassler)[1],[2],[3],[4],[5]
- 1902 : Algues vertes de la Suisse : Pleurococcoïdes - Chroolépoïdes
- 1907 : Principes de Botanique (réédité en 1911 et en 1920)
- 1909 : Étude critique et expérimentale sur le polymorphisme des algues
- 1913 : Monographies d'algues en culture pure